# Los hijos de Bambi
Los hijos de Bambi: Historia de una familia del bosque (título original: Bambis Kinder: Eine Familie im Walde) es una novela suiza escrita por Felix Salten y publicada originalmente en 1939. Es la secuela del libro Bambi, una vida en el bosque, novela que tuvo una adaptación al cine en 1942, de la mano de Walt Disney, titulada Bambi. La historia de Los hijos de Bambi narra la niñez de los hijos gemelos de Bambi y como llegan a la adultez. Salten escribió la novela mientras vivía exiliado en Suiza después de ser forzado a dejar Austria tras la ocupación nazi, dada su herencia judía. Originalmente el libro fue escrito en alemán, pero la primera publicación fue en inglés en Estados Unidos en 1939 por Bobbs-Merrill. No fue publicado en alemán hasta varios años después. En inglés el lenguaje es más suave que el de Bambi, una vida en el bosque.

## Argumento
Los cervatos gemelos (que aparecieron al final de la primera novela), Geno y Gurri, aprenden tanto los placeres como las desventajas de la naturaleza y de su hogar en el bosque, mientras su madre Faline los ayuda a crecer y convertirse en adultos. Su padre, Bambi, vela por ellos y los cuida cuando su madre se encuentra ocupada. Durante sus vidas, interactúan con Lana y Boso, cervatos gemelos de su Tía Rolla. Un día, Gurri es atacado por un zorro, pero sobrevive. Ella es rescatada por un guardabosque (pero es más conocido como "Él marrón" por algunos animales, debido al abrigo marrón que lleva). Cuando es llevada a la casa del "Él marrón" conoce a su perro, Hector, y un búho que Él encontró un rato atrás. El búho está encadenado a un poste, y le cuenta a Gurri acerca de cuando las aves pequeñas (de las que se alimentaba) fueron a atacarlo. Luego Bambi llega, y le dice a Gurri que irá en cualquier momento a enseñarle cómo saltar sobre la entrada. Cuando "Él marrón" llega, Bambi corre de vuelta al bosque, y cuando hace eso, "Él marrón" abre la entrada y sale. Entonces Gurri toma la oportunidad para irse.
Cuando ella vuelve, empieza a surgir tensión entre su familia y la familia de Rolla. Primero, Rolla le pregunta a Gurri qué fue lo que sucedió, pero ella no puede hablar de eso. Al día siguiente, Rolla vuelve a pedirle a Gurri que le cuente, pero ella justo quería jugar con Lana y Boso. Entonces un día, un perro-lobo ataca a Rolla. Y mientras intentaba escapar de él, accidentalmente lo lleva donde Faline y los otros se esconden. El perro-lobo inmediatamente dirige su atención  a Geno, y lo persigue. Cuando Faline se entera de la desaparición de su hijo, culpa a Rolla por "sacrificar" a su hijo. Después de que Bambi salvara a Geno del perro-lobo, Geno encontró a Rolla, y luego se reúne con su hermana y su madre. Cuando ellos van a ver a Rolla, Lana les da una calurosa bienvenida, mientras Boso comienza a odiarlos. Empieza a antagonizar un poco a Geno, y luego regaña a Faline por no enviar un mensajero cuando su madre fue herida. Cuando Faline y sus hijos se van, se pone en marcha una disputa entre las familias. Cuando a Geno comienza a crecerle la cornamenta, Gurri y él encuentran a dos cervatos machos huérfanos llamados Nello y Membo. Faline decide adoptarlos como nuevos amigos de sus hijos, para que puedan olvidarse de sus nuevos enemigos. Cuando Geno crece, vuelve a encontrarse con Lana, y empieza a tener sentimientos por ella. Pero Boso aparece y lo reta a pelear, pero Geno se rehúsa. Boso inicia el rumor por todo el bosque de que Geno es un cobarde, y cuando Geno no lo soporta más, pelea contra Boso y lo derrota, ofreciéndole una tregua, pero Boso se aleja. Geno trata de disculparse con Lana, pero ella se niega a hablar con él después de eso. Entonces un día, un joven cazador dispara a Boso, pero antes de que pueda matarlo consigue escapar. Corre junto a Bambi, y Bambi le enseña las mismas técnicas que recibió de su propio padre, el Gran Príncipe, que le enseñó cuando le dispararon. El chico regresa e intenta matar a Geno, pero justo cuando va a hacerlo, Bambi salta sobre él y lo mata. En el final, Lana perdona a Geno por lo que le hizo a Boso, y las familias terminan la disputa y vuelven a ser amigos. Cuando todos se fueron, Faline nota una "sombra muy amada" en los arbustos (Bambi, obviamente) y se dirige hacia la misma.